# Inflammation aiguë
L'inflammation aiguë est la réponse initiale de l'organisme aux stimuli dangereux
. Elle est donc une phase précoce et transitoire de l'inflammation caractérisée par l'apparition au point de stimulation des classiques 4 signes cardinaux décrit par Celsus : chaleur, rougeur, douleur, tuméfaction. Elle est consécutive à des modifications vasculaires locales comportant un œdème exsudatif, une vasodilatation et un ralentissement local de la circulation. Puis apparaît un afflux de leucocytes associant une infiltration de polynucléaires neutrophiles et de monocytes, qui précèdent l'adhérence aux cellules endothéliales, avec diapédèse et enfin phagocytose, des substances étrangères et des débris cellulaires et tissulaires en cause, formant un éventuel pus,. L'inflammation aiguë est un phénomène transitoire qui laisse la place à la guérison (avec restitution sans séquelle ou mise en place d'une fibrose cicatricielle), ou qui si la cause n'a pas pu être contrôlée ou est persistante, évolue vers une inflammation chronique.